# Studenec (zámek)
Zámek Studenec je pseudorenesanční zámek v obci Studenec na Jilemnicku. Od počátku 21. století je opuštěný a chátrá.

## Historie

### Tvrz
Tvrz v renesančním slohu byla postavena na přelomu 15. až 16. století Janem Stráníkem starším z Kopidlna (není však jisté, zda tvrz nenechal postavit spíše jeho syn). První zmínky o tvrzi ve Studenci jsou datovány do roku 1623, kdy byl majetek majitele studeneckého panství, Jana Stráníka mladšího, konfiskován kvůli účasti na stavovském povstání. Tvrz poté levně odkoupil Albrecht z Valdštejna a roku 1630 ji podstoupil Johaně Uršule Grodecké. V roce 1637 jej získal Jiří Jetřich Grodecký, který v roce 1641 zrušil manský charakter tvrze a tvrz se změnila v obydlí správce. Budova byla později přestavěna na kanceláře a byty správců. 

### Přestavba zámku
Roku 1879 prodal Karel Berger z Bergentalu velkostatek Fořt a začal opět bydlet ve Studenci. Tvrz mu však nevyhovovala, a tak nechal roku 1883 objekt přestavět a rozšířit. Bylo vybudováno nové jihozápadní křídlo v pseudorenesančním stylu a výrazně přestavěn interiér. Od Karla Bergera z Bergentalu tvrz odkoupil roku 1891 jilemnický podnikatel Jan Hakl. Po jeho smrti roku 1917 zámek zdědila jeho dcera Jana Hiltlová a zůstal jí až do smrti roku 1965. Později, roku 1974 byl objekt dědici prodán Institutu manipulačních, dopravních, obalových a skladových systémů (IMADOS) Praha. Ta jej v polovině 70. let 20. století postoupila Chemickým závodům Litvínov, které zámek výrazně rozšířily a přestavěly na rekreační středisko. Po sametové revoluci byl zámek privatizován, upraven pro hotelové účely a kolem roku 2000 krátce provozován jako hotel.

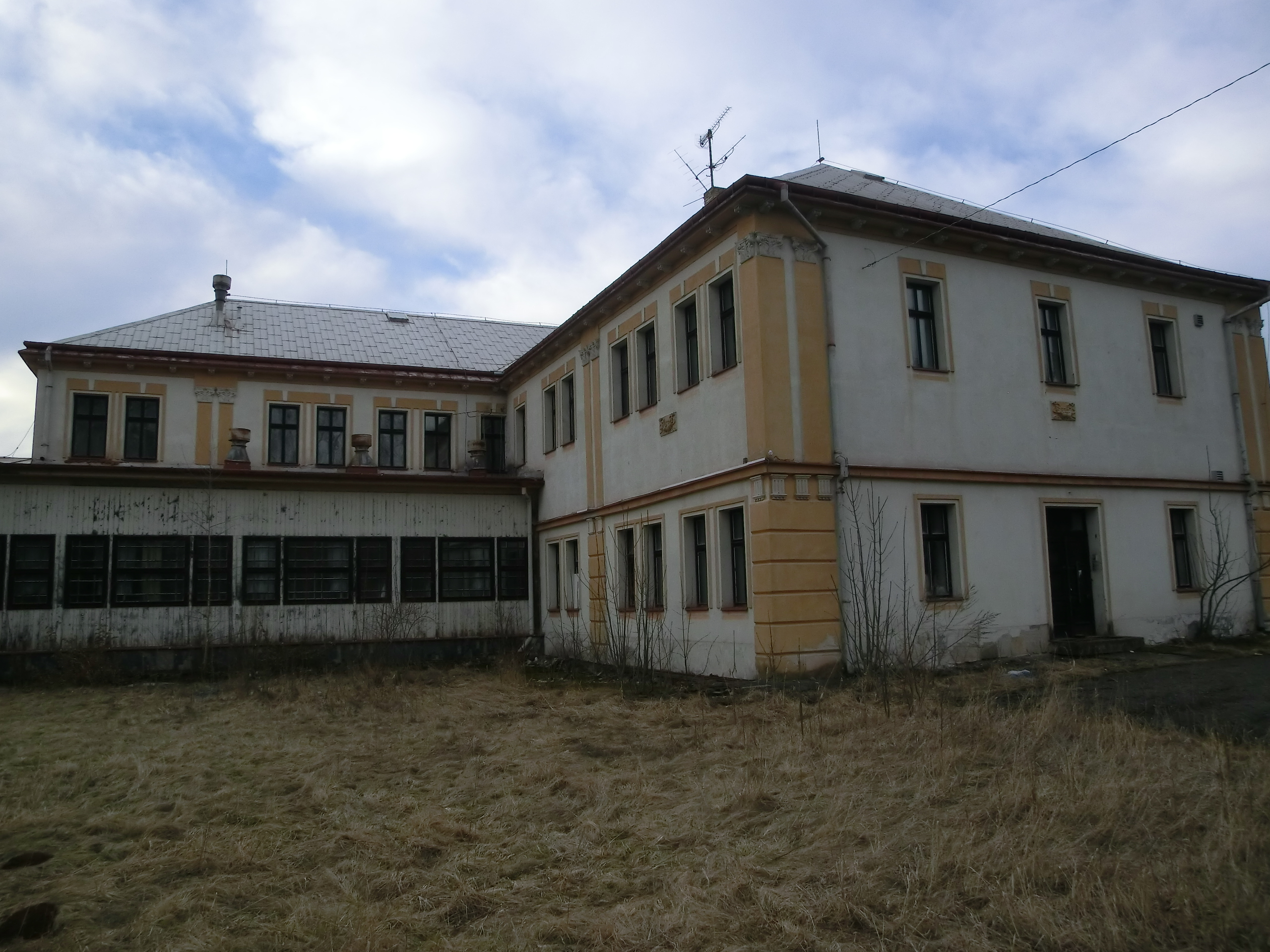
zámek z jihovýchodu (je zde vidět novodobá přístavba z 80. let)

### 21. století
Roku 2006 koupila již opuštěný zámek izraelská společnost Sellar, která chtěla zámek zrekonstruovat a provozovat v něm wellness centrum. Plány však zmařila hospodářská krize z roku 2007. V současnosti (leden 2025) je budova opuštěná a chátrá.

## Popis
Zámek je dvoukřídlá pseudorenesanční třípatrová budova. V interiéru se nachází 28 pokojů se sociálním zařízením, jídelna, velká společenská místnost, bazén, sauny i bar. Jihovýchodně od budovy se rozkládá zámecký park s dvěma patrovými rekreačními chatami. 